# El albañil borracho
El albañil borracho es un óleo sobre lienzo pintado por Francisco de Goya, entonces reputado pintor de tapices para los palacios reales. Perteneció a la quinta serie acometida por este, y, como todas las piezas que la componen, fue pintado entre 1786 y 1787.
Goya vendió sus bocetos preparatorios de los cartones para tapices del dormitorio de las infantas a los duques de Osuna. En la venta de los bienes de estos efectuada en 1896 tres de ellos fueron adquiridos por Pedro Fernández Durán y Bernaldo de Quirós, que los legó, junto con el resto de su colección artística, al Museo del Prado, en el que ingresaron tras su fallecimiento, en 1930.
Desde 1942 mantuvo el número de catálogo P027820. Ese mismo año apareció en el listado de obras del museo (publicado con cierto retraso), realizado por Francisco Javier Sánchez Cantón, entonces subdirector del Prado. Se exhibe en la sala 85 de la pinacoteca, ubicada en la segunda planta del edificio planeado por Juan de Villanueva.
Según la descripción de la galería en línea del Prado, es un boceto preparatorio para el cartón El albañil herido, aunque Valeriano Bozal estima que no se ha dilucidado si este cartón es un boceto previo a El albañil herido o se trata de una obra independiente realizada como una variación sobre el mismo tema.
En el cuadro subyace el interés que los ilustrados de la época (estando a la cabeza de éstos Jovellanos, amigo de Goya) mostraron por la reforma laboral y de salubridad a favor de los obreros y campesinos. Este asunto, unido al cromatismo y técnica de la pieza, permite categorizarla dentro del prerromanticismo.
Ha sido estudiado por expertos en el arte de Goya, como Pierre Gassier y Juliet Wilson Bareau, quienes le asignaron el número de catálogo 191.

## Historia
No está del todo claro con qué objetivo se emprendió la realización de esta pieza. Lo más probable es que, en efecto, haya sido un boceto para El albañil herido y que Goya se hubiese visto obligado a cambiar el motivo de su composición por un choque con los directores de la Real Fábrica de Tapices de Santa Bárbara.
Junto a Una mujer y dos niños junto a una fuente y La trilla, pertenece a la serie de esbozos del quinto conjunto de tapices goyescos, con destino al comedor del príncipe Carlos de Borbón en el Palacio del Pardo. La serie quedó incompleta tras la muerte de Carlos III en 1788, pasando a decorar habitaciones en El Escorial sin un orden fijo.
Todos los bocetos preparatorios de Goya para sus cartones fueron vendidos a los duques de Osuna, mecenas del artista. En 1896, sus herederos vendieron las obras a la familia del noble español Pedro Fernández Durán y Bernaldo de Quiraldós. En dicha subasta la pinacoteca del Prado adquirió La pradera de San Isidro, La gallina ciega y La ermita de San Isidro, todos ellos lienzos preparatorios para los cartones del aragonés.

## Análisis del cuadro
En la obra puede observarse que un albañil en evidente estado de embriaguez es llevado a cuestas por dos de sus compañeros, que se burlan de su deplorable estado, sin pantalones y con una de sus calzas caídas. En lontananza se mira una construcción.
Al igual que La nevada y Los pobres en la fuente, es la única obra del primer período de Goya en Madrid que no se ajustó a las convenciones artísticas del rococó, sino que preconizó el romanticismo. Ello no fue óbice para que los directivos de la Real Fábrica de Tapices de Santa Bárbara —dependencia donde se tejían los tapices— impusiesen a Goya un formato alargado para esta obra.
Fue concebido originalmente como una obra burlona y de carácter jocoso, como gustaban a los príncipes. Pero la presencia de la ebriedad en el cuadro no hubiese sido apta para un palacio real, como considera Hagen, por lo que se transformó en un lienzo que representa a un herido pero que a la vez hizo referencia al carácter benefactor que había demostrado Carlos III con su edicto de 1784 protegiendo a los albañiles.
La interpretación cómica que ha recibido a menudo difiere de cómo se ha visto tradicionalmente a El albañil herido, como obra de contenido social y crítica encubierta al pésimo estado de seguridad de los trabajadores.
Este cuadro inicia el gusto por la temática rebelde que luego abundará en Goya, pionero en representar la vida del proletariado. El albañil borracho posee un marcado carácter satírico. En este punto recae el mayor contraste con El albañil borracho, cuadro que comienza la escuela del realismo social al presentar al pobre como héroe. Los rostros risueños, tan diferentes al oscuro cielo y la construcción situada detrás de la escena, indican el sentimiento de Goya hacia los pobres. El aragonés se verá sumamente identificado con las clases bajas de la época.

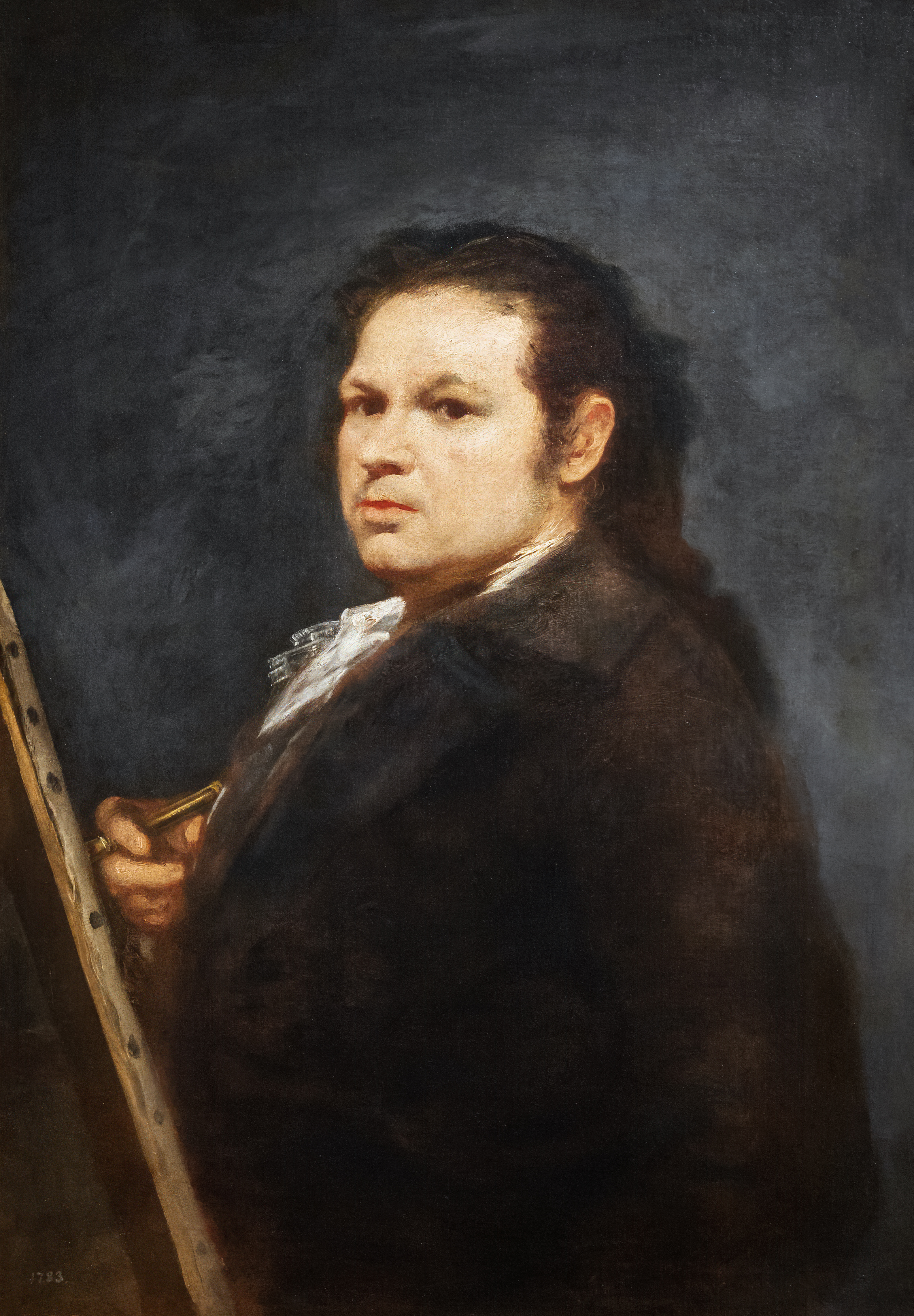
Autorretrato de Goya en 1783, pocos años antes de ejecutar El albañil borracho.

Con cromatismos pardos y grises, el cuadro presenta una rápida ejecución que Goya pondría de realce en años posteriores. La sensación invernal que se respira en este cuadro intenta demostrar una posible relación con La nevada y Los pobres en la fuente. La capacidad de Goya como retratista se manifiesta al plasmar los burlones rostros de los obreros, que a la postre experimentarían una metamorfosis.
El artista se preocupó en esta obra por el espacio pictórico, cuestión que resolvió gracias a la sucesión de planos y a la baja perspectiva característica de sobreventanas como El bebedor. El oscuro colorido y la pincelada empastada en primer plano y diluida en el fondo recuerda a La vendimia.
Nigel Glendinning considera que podría tratarse de un directo antecedente de los cuadros para la alameda de los duques de Osuna. Ambos no son sino una fiel muestra de que el aragonés ya no creía en el pintoresquismo y anhelaba separarse de las costumbres impuestas en los tapices.